# Bandiera della Repubblica Socialista Sovietica Azera

Bandiera nel periodo 1952-1991.

La bandiera della Repubblica Socialista Sovietica Azera fu adottata la prima volta nel 1921, ed era rossa con i caratteri cirillici ССРА ("SSRA").
Nel 1937 fu aggiunto il simbolo dorato della falce e martello, nell'angolo in alto a sinistra, con sotto scritto in alfabeto latino AzSSR al posto dei caratteri cirillici.
Una terza versione della bandiera fu emessa negli anni quaranta, con i caratteri AzSSR sostituiti coi corrispondenti cirillici АзССР.
L'ultima versione della bandiera fu adottata dalla RSS Azera il 7 ottobre 1952. Era la bandiera dell'Unione Sovietica con una striscia blu orizzontale in basso.